# Нанн, Джон (гребец)
Джон Хаманн Нанн (англ. John Hamann Nunn; род. 12 октября 1942, Терре-Хот, Индиана) — американский гребец, выступавший за сборную США по академической гребле в конце 1960-х — начале 1970-х годов. Бронзовый призёр летних Олимпийских игр в Мехико, обладатель серебряной и бронзовой медалей Панамериканских игр, победитель и призёр многих регат национального значения. Также известен как тренер и бизнесмен.

## Биография
Джон Нанн родился 12 октября 1942 года в городе Терре-Хот, штат Индиана.
Занимался академической греблей во время учёбы в Корнеллском университете, состоял в местной гребной команде, неоднократно принимал участие в различных студенческих регатах, в частности в 1962 и 1963 годах в восьмёрках побеждал в чемпионате Межуниверситетской гребной ассоциации (IRA), выигрывал традиционную регату Eastern Sprints. Позже проходил подготовку в лодочном клубе в Детройте.
Первого серьёзного успеха на взрослом международном уровне добился в сезоне 1967 года, когда вошёл в основной состав американской национальной сборной и побывал на Панамериканских играх в Виннипеге, откуда привёз награду серебряного достоинства, выигранную в зачёте парных одиночек — в финальном решающем заезде уступил аргентинцу Альберто Демидди.
Благодаря череде удачных выступлений удостоился права защищать честь страны на летних Олимпийских играх 1968 года в Мехико. Вместе с напарником Биллом Маром в программе парных двоек пришёл к финишу третьим позади экипажей из Советского Союза и Нидерландов — тем самым завоевал бронзовую олимпийскую медаль.
После Олимпиады Нанн остался в составе гребной команды США и продолжил принимать участие в крупнейших международных регатах. Так, в 1971 году он выступил на Панамериканских играх в Кали, где в паре с Томом Маккиббоном стал бронзовым призёром в зачёте парных двоек.
Впоследствии получил степень магистра делового администрирования в Мичиганском университете и основал собственную компанию, занимающуюся продажей промышленных металлов и готовых продуктов в аэрокосмической индустрии.
Также проявил себя как тренер по академической гребле, готовил американский экипаж к Олимпийским играм 1976 года в Монреале.
Женат, есть пятеро детей. Ныне с семьёй проживает в Калифорнии.